# 宮崎総一郎
宮崎総一郎（みやざき そういちろう、1954年9月2日- ）は、日本の医学者、中部大学特任教授。

## 人物・来歴
愛媛県宇和島市生まれ。1979年秋田大学医学部卒業。1985年同大学院修了、「睡眠とその際の呼吸動態に及ぼす鼻呼吸障害の影響」で医学博士。秋田大学医学部耳鼻咽喉科学教室講師、2004年滋賀医科大学睡眠学講座特任教授（主任） 2016年中部大学睡眠・認知症予防プロジェクト推進センター特任教授。

## 著書
- 『万病をふせぐ眠り方』サンマーク出版, 2010.11
- 『脳に効く「睡眠学」』角川SSC新書 角川SSコミュニケーションズ, 2010.3
- 『病気の原因は「眠り」にあった 心身がよみがえる熟睡のヒント』実業之日本社, 2012.12
- 『ぐっすり眠りたければ、朝の食事を変えなさい』PHP研究所, 2015.9
- 『眠り上手になるための睡眠学 脳は眠らなければ回復しない!』中災防ブックス 中央労働災害防止協会, 2018.4

### 共編著
- 『快眠家族のススメ マンガでわかる不眠と無呼吸症候群』編著, 駒田一朗,田中俊彦著, 大川匡子監. 恒星社厚生閣, 2007.8
- 『伸びる子どもの睡眠学 マンガでわかる健やかな発育のヒミツ』編著, 原田哲夫著, 大川匡子 監修. 恒星社厚生閣, 2009.6
- 『睡眠呼吸障害診断・治療ガイドブック』菊池哲共編. 医歯薬出版, 2011.1
- 『睡眠教室 夜の病気たち』井上雄一共編著. 新興医学出版社, 2011.5
- 『睡眠学 2 (睡眠障害の理解と対応)』大川匡子,山田尚登共編著. 北大路書房, 2011.9
- 『どうしてもがんばらなくてはならない人の徹夜完全マニュアル』森国功共著. 中経出版, 2012.3
- 『小児の睡眠呼吸障害マニュアル』千葉伸太郎,中田誠一共編集. 全日本病院出版会, 2012.4
- 『医療・看護・介護のための睡眠検定ハンドブック』日本睡眠教育機構監修,佐藤尚武共編著. 全日本病院出版会, 2013.10
- 『睡眠と健康』 (放送大学教材) 佐藤尚武共編著. 放送大学教育振興会, 2013.3
- 『睡眠のトリビア』林光緒,内田直共編著. 中外医学社, 2014.5
- 『快適な眠りのための睡眠習慣セルフチェックノート』林光緖,松浦倫子共著. 全日本病院出版会, 2015.4
- 『睡眠のトリビア 2』北浜邦夫,堀忠雄 (心理学者)共編著. 中外医学社, 2016.2
- 『睡眠からみた認知症診療ハンドブック 早期診断と多角的治療アプローチ』浦上克哉共編集. 全日本病院出版会, 2016.9
- 『睡眠と健康 改訂版』林光緖共編著. 放送大学教育振興会, 2017.3
- 『睡眠学 1「眠り」の科学入門』北浜邦夫共編著 北大路書房, 2018.11
- 『雑学キング 耳・鼻・のど』髙橋晴雄,丹生健一共編集. 新興医学出版社, 2019.5
- 『ストレスチェック時代の睡眠・生活リズム改善実践マニュアル 睡眠は健康寿命延伸へのパスポート』田中秀樹共編集. 全日本病院出版会, 2020.5

## 論文
- ＜宮崎総一郎